# Georg Neidlinger
Georg Neidlinger (* 12. Mai 1839 in Alzey-Weinheim; † 20. April 1920 in Hamburg) war ein deutscher Nähmaschinenfabrikant und Vorstandsvorsitzender der Singer Nähmaschinen Aktien Gesellschaft, die 1895 durch die Umwandlung seiner Verkaufsgesellschaft für Singer Nähmaschinen gegründet wurde.

## Leben und Wirken
Georg Neidlinger wurde als zweitjüngstes von zwölf Kindern des Landwirts Johann Adam Neidlinger geboren. Zwei seiner Brüder wanderten nach der Deutschen Revolution von 1848/1849 aus, um einer Verhaftung zu entgehen.
Georg Neidlinger verließ um 1856 seine Heimatstadt Weinheim und fuhr in die USA, wohin zuvor schon zwei ältere Brüder ausgewandert waren. Er arbeitete als Mechaniker in einer Nähmaschinenfabrik, und zwar an einem von drei modernen, zusätzlichen Fabrikationsstandorten der Singer Sewing Machine Company in New York City. 1860 übernahm er den Vertrieb der Nähmaschinen auf dem alten Kontinent. Er ließ sich in Hamburg nieder und gründete die eigenständige Firma Singer Generalvertretung Georg Neidlinger. Er war außerordentlich erfolgreich und nach fünfzehnjähriger Arbeit verfügte er über das dichteste Nähmaschinenfilialnetz in Europa. Allein in Deutschland hatte er 214 Filialen.
1895 wandelte Neidlinger seine Verkaufsgesellschaft in eine Aktiengesellschaft um, die Singer Nähmaschinen AG in Hamburg, und trat in deren Vorstand ein. Er ließ an der Admiralitätstraße in Hamburg (heute Michaelisbrücke 1) ein Geschäftshaus errichten, das als Kontor und Lager für seinen Nähmaschinen-Vertrieb diente und bis heute seinen Namen trägt, das sogenannte Neidlingerhaus. 1904 errichtete Neidlinger an der Ecke Jungfernstieg/Alsterarkaden ein weiteres Geschäftshaus, das zeitgenössisch ebenfalls als Neidlinger-Haus bezeichnet wurde, aber nach mehreren Umbauten und Besitzerwechseln nicht mehr diesen Namen trägt.
Über seinen Wohnsitz in Hamburg hinaus betätigte er sich auch in seiner Heimatstadt Weinheim an einer Reihe kultureller und sozialer Vorhaben. In Hamburg zählte er zu den finanziell am stärksten engagierten Gründerkationären des 1900 eröffneten Deutschen Schauspielhauses und war einer der Gründungsstifter der Hamburgische Wissenschaftliche Stiftung.
Am 28. Mai 1910 wurde Georg Neidlinger, der zu diesem Zeitpunkt bereits als Rentner in Hamburg-Uhlenhorst lebte, das Ritterkreuz I. Klasse des Verdienstordens Philipps des Großmütigen durch Großherzog Ernst Ludwig von Hessen und bei Rhein verliehen.
Georg Neidlinger starb am 20. April 1920 in Hamburg und wurde auf dem Hamburger Friedhof Ohlsdorf beigesetzt. Das Grabmal der Hamburger Familie Neidlinger gestaltete der deutsche Bildhauer und Medailleur Bruno Kruse.